# Entesopatia
Em medicina, uma entesopatia se refere a um distúrbio da êntese (anexos ósseos). Exemplos incluem espondiloartropatias como a espondilite anquilosante, a fascite plantar e a tendinite do calcâneo.